# Spurbuchverlag
Der Spurbuchverlag ist ein deutscher Verlag mit den Schwerpunkten Gesundheit, Alternative Medizin, Architektur, Kunst, Geschichte sowie Kinder- und Jugendliteratur. Er wurde 1982 unter dem Namen Deutscher Spurbuchverlag gegründet und hat bis heute seinen Sitz in Baunach. Im Jahr 2002 erfolgte die Umbenennung zum heutigen Namen und 2023 die Eintragung als Markenzeichen.  Seinen Ursprung hatte der Verlag in der Pfadfinderbewegung. Anfänglich auf die deutsche Sprache begrenzt, publiziert er zunehmend auch in englischer Sprache.

## Geschichte
Der Spurbuchverlag wurde 1982 von Klaus Hinkel und seinem Sohn Paul-Thomas Hinkel in Baunach gegründet und firmierte zunächst als Deutscher Spurbuchverlag. Auslöser für die Gründung war die Begegnung mit dem französischen Jugendbuch-Bestsellerautor Yves de Verdilhac (alias Serge Dalens) und die Feststellung, dass sich kein deutscher Verlag mehr für die Herausgabe der französischen Erfolgsreihe Signe de Piste Spurbuch interessierte. Sowohl mit seinem Namen wie auch seinem Logo bezog sich der Verlag auf diese Buchreihe. Das Firmenzeichen entstand in Anlehnung an ein Waldläuferzeichen, denen die französischen Buchreihe ihren Namen verdankt und welches den Weg ins Lager markiert.
Die erste Veröffentlichung des Spurbuchverlages war im Juli 1982 die deutsche Erstauflage des Spurbuchs Die heilige Wüste, einer Geschichte aus dem australischen Outback, von Eric Lesprit. Diesem Spurbuch folgten über 20 weitere. 1984 begann der Verlag mit der Produktion der bis 2012 quartalsweise erscheinenden überverbandlichen Pfadfinderzeitschrift Scouting. Von 2013 bis 2019 erschien diese Publikation als Jahrbuch. Wenige Jahre nach Gründung erweiterte der Verlag sein Programm bereits um weitere Publikationen aus dem Bereich Pfadfinder, dann auch um Kinderliteratur und Faksimile-Ausgaben. Ab Mitte der neunziger Jahren kamen Veröffentlichungen zu den Themen Gesundheit und Alternative Medizin hinzu, die heute den Schwerpunkt des Verlages bilden. Eine neue Buchreihe entstand aber auch im Bereich Architektur und Design. Seit 2020 werden aber auch wieder verstärkt Kinder- und Jugendbücher publiziert.

## Gegenwart
Im Bereich Pfadfinder- und Jugendbewegung verfügt der Verlag bis heute mit mehr als 150 lieferbaren Büchern über ein breites Angebot und sieht sich hier in der Tradition jugendbewegter Verlage wie Verlag Günther Wolff, Voggenreiter Verlag oder Südmarkverlag.
Daneben liegen die heutigen Schwerpunkte des Verlages im Bereich Architektur, Gesundheit und Alternative Medizin, Geschichte sowie Kunst. Darunter befinden sich auch fremdsprachige Publikationen. In Zusammenarbeit mir 20 Universitäten erfolgt die weltweite Herausgabe des englischsprachigen Imprints AADR – Art Architecture Design Research. Der Verlag ist seit mehreren Jahren mit seinen internationalen Architekturbüchern auf der Messe ArtsLibris in Madrid vertreten.
In sechs Sprachen ist der Band Bioresonanz nach Paul Schmidt erschienen. Das Buch "unVERNÜNFTIGES DESIGN" von Andreas K. Vetter gehörte zu "Bayerns besten Independent Büchern" 2022. Das Fotobuch Das Gefühl, das nur wir kennen von Stephan Lucka wurde mit der Bronzemedaille Deutscher Fotobuchpreis 2023/24 ausgezeichnet.
Nach Eigenaussage umfasste das Gesamtprogramm des Verlages im Jahr 2024 etwa 850 lieferbare Titel; jährlich kommen rund 40 Bücher hinzu.